# Olearia trifurcata
Olearia trifurcata là một loài thực vật có hoa trong họ Cúc. Loài này được Lander mô tả khoa học đầu tiên.